# Novruz
Novruz (perz. نوروز: noʊruz, „novi dan“) je iranski tradicijski blagdan Nove godine koji slave svi iranski narodi, ali i drugi narodi usko vezani uz iransku kulturu. Običaj slavljenja Novruza proširio se na mnoge krajeve svijeta, uključujući dijelove središnje i južne Azije, sjeverozapadne Kine te na poluotok Krim.
Novruz označava prvi dan proljeća i početak godine prema iranskom kalendaru. Počinje proljetnom ravnodnevicom (ekvinocijem) koja je najčešće 21. ožujka, odnosno dan ranije ili kasnije, ovisno o točki promatranja. Obilježavanje Novruza datira prije islamskog razdoblja, a korijene vuče iz doba antičkog Irana. To je važan zoroastrijski blagdan koji ima veliko značenje među modernim zoroastrijcima u Iranu. Trenutak kada Sunce ekliptički presijeca nebeski ekvator precizno se izračunava svake godine, a običaj među iranskim obiteljima je okupljanje i promatranje tog događaja.
Od ahemenidskog doba službena nova godina počinjala je danom kada Sunce napusti zodijak Ribe, odnosno kada uđe u zodijak Ovna, što označava ravnodnevicu ili ekvinocij. Židovski festival Purim najvjerojatnije je preuzet od iranskog Novruza, koji je također snažno utjecao i na tradicije Ismailije, Alavita, Alevita, te Bahá'íja.
Naziv Novruz prvi se put spominje u perzijskim zapisima u 2. stoljeću pr. Kr., no obilježavan je još u doba vladavine iranske dinastije Ahemenida (648. – 330. pr. Kr.), kada su narodi iz brojnih satrapija Perzijskog Carstva dolazili predati darove perzijskom vladaru. Simbolika Novruza prikazana je na reljefima Darijeve apadane u Perzepolisu, na kojima lav proždire bika.

## Načini slavljenja
Novruz se tijekom stoljeća povezao s mnogim lokalnim običajima kao što je prizivanje Džamšida, mitskog iranskog kralja, te s drugim vjerovanjima i legendama. Način proslavljanja Novruza se razlikuje od mjesta do mjesta; od preskakanja vatre ili potoka u Iranu do hodanja preko zategnutog užeta, ostavljanja upaljene svijeće na kućnom pragu ili tradicionalnih igara poput konjskih utrka ili tradicionalnog hrvanja u Kirgistanu. Pjesme i ples su uobičajeni u gotovo svim mjestima gdje se slavi Novruz, kao i polusveti obiteljski ili javni objedi.
Djeca uživaju i sudjeluju u slavlju na više načina, kao što je ukrašavanje tvrdo kuhanih jaja (pisanica). Također, žene imaju ključnu ulogu u organiziranju slavlja, ali i u prijenosu običaja vezanih za Novruz.
Novruz je promidžba vrijednosti mira i solidarnosti između generacija i unutar obitelji, ali i pomirdbe i vrijednosti susjedstva, te tako pridonosi kulturalnoj raznolikosti između različitih naroda i zajednica. Zbog toga je Novruz upisan na UNESCO-ov Popis nematerijalne svjetske baštine u Aziji i Oceaniji 2009. godine.

## Vanjske poveznice

### Sestrinski projekti
|  | Zajednički poslužitelj ima još gradiva o temi Novruz |

### Mrežna sjedišta
- Odbrojavanje do Nowruza (2009./1388.) - timeanddate.com
- Norwuz (Britanica enciklopedija)